# Налим (подводная лодка)
«Налим» — российская подводная лодка типа «Касатка», входившая в состав флота Вооружённых Сил России, в 1908—1918 годах.

## Строительство
Миноносец (позже переклассифицирован в малая подводная лодка) «Налим» был заложен на Балтийском заводе в 1904 году. В августе — сентябре того же года — спущен на воду, и после пробного погружения отправлен железной дорогой во Владивосток.

## Служба
В мае 1905 собрана и введена в строй. Несколькими днями позже произошёл взрыв одного из аккумуляторов из-за искрения при смене предохранителя. В 1906 году «Налим» переклассифицирован в подводную лодку, прошёл модернизацию — получил среднюю рубку, прибывшую с завода-изготовителя. 20 апреля 1906 года на корабле произошёл взрыв бензиновых паров и пожар, жертв не было. В 1910—1914 годах лодка базировалась на Владивосток, в ходе летних кампаний совершала переходы в бухту Разбойник и далее в залив Стрелок. В 1913 году во Владивостоке прошла капитальный ремонт с заменой бензиновых двигателей на 160-сильный дизель. В 1914 году, после начала Первой мировой войны, перешла во Владивосток, приняла полные запасы и боеприпасы. Осенью — зимой переведена на Чёрное море, в июне 1915 года вошла в состав 3-го дивизиона ПЛ бригады ПЛ Черноморского флота. Получила пятиствольное 47-мм зенитное орудие системы Гочкиса, выходила на патрулирование и дозорную службу у берегов Крыма. В июне 1915 года совершила две безрезультатные торпедные атаки. В 1916—1918 годах использовалась в качестве учебной, с февраля 1918 года выведена из боевого состава, сдана на хранение. В том же году была захвачена англо-французскими войсками, потом передана белогвардейцам, предназначалась к утилизации. В 1919 году была затоплена вблизи Севастополя.
Обнаружена ЭПРОНом в 1932 году, поднята в целях тренировки водолазов и испытания новых понтонов, в 1933 году была разделана на металл.